# CK Carinae
CK Carinae (CK Car, HD 90382, SAO 238038) là một sao biến quang trong chòm sao Thuyền Để. Nó là thành viên của quần tụ sao Carina OB1-D, ở khoảng cách khoảng 7.610 ± 1.430 năm ánh sáng (2.333 ± 439 parsec, theo dữ liệu của Gaia Data Release 2) hoặc 9.524 +620
−489 năm ánh sáng (2.920 +190
−150 parsec).
Được phân loại là sao siêu khổng lồ biến quang nửa đều (SRc), độ sáng của CK Carinae thay đổi trong khoảng cấp sao biểu kiến từ +7,2 đến +8,5 với chu kỳ khoảng 525 ngày.
CK Carinae là một sao siêu khổng lồ đỏ thuộc loại quang phổ M3.5 Iab, có nhiệt độ hiệu dụng là 3.550 K. Nó là một trong những ngôi sao lớn nhất, có bán kính khoảng 761-1.000 lần bán kính Mặt Trời, tương đương 3,54-4,93 AU. Điều này có nghĩa là nếu nó ở vị trí của Mặt Trời thì bề mặt của nó sẽ vượt qua vành đai tiểu hành tinh, gần chạm tới quỹ đạo của Sao Mộc (4,95-5,46 AU) và Trái Đất sẽ chìm nghỉm trong lòng ngôi sao này. Do đó, CK Carinae cũng là một ngôi sao sáng, có độ sáng gấp 86.000-158.000 lần Mặt Trời.
Tuy nhiên, nó vẫn nhỏ hơn nhiều ngôi sao, như VY Canis Majoris (1.420 ± 120 R☉), S Cephei (1.212 – 1.364 R☉).